# خورخي دانيال كازانوفا
خورخي دانيال كازانوفا (بالإسبانية: Jorge Casanova)‏ هو مدرب رياضي ولاعب كرة قدم أوروغواياني في مركز الوسط، ولد في 26 يوليو 1976 في Sauce, Uruguay ‏ في الأوروغواي. لعب مع أتلتيكو جونيور وأتليتيكو بوكارامانغا وأونس كالداس وبنيارول وبيلا فيستا وتشاكاريتا جيونيورز ونادي رافينا ونادي ليتشي ويونيون دي سانتا في.

## وصلات خارجية
- خورخي دانيال كازانوفا على موقع قاعدة بيانات كرة القدم.إي يو (الإنجليزية)
- خورخي دانيال كازانوفا على موقع Soccerway.com (الإنجليزية)
- خورخي دانيال كازانوفا على موقع عالم كرة القدم.نت (الإنجليزية)